# فوتيوس فاسيلوبولوس
فوتيوس فاسيلوبولوس (باليونانية: Φώτης Βασιλόπουλος)‏ مواليد 8 فبراير 1986 في أثينا، هو لاعب كرة سلة يوناني. بدأ مسيرته الاحترافية في سنة 2002. يحمل الرقم 12. يبلغ طوله 6 قدم 1.75 بوصة (1.9 م).

## المسيرة الاحترافية
لعب مع نادي بانيونيس لكرة السلة من سنة 2002 إلى 2004، ثم لعب مع نادي بانيونيوس من سنة 2005 إلى 2007، ثم لعب مع نادي إيه إي كي لكرة السلة في موسم 2008–2009، ثم لعب مع نادي دافنيس لكرة السلة في موسم 2009–2010، ثم لعب مع نادي إيه إي كي لكرة السلة في موسم 2011–2012، ثم لعب مع نادي بانلفسينياكوس لكرة السلة في موسم 2014–2015.

## روابط خارجية
- فوتيوس فاسيلوبولوس على موقع كرة السلة الأوروبية.كوم (الإنجليزية)
- فوتيوس فاسيلوبولوس على موقع ريلجم (الإنجليزية)